# Un héros malgré lui
Pour les articles homonymes, voir héros malgré lui.
Pour plus de détails, voir Fiche technique et Distribution.
Un héros malgré lui (titre original : An Unwilling Hero) est un film américain muet réalisé par Clarence G. Badger, sorti en 1921,,.

## Fiche technique
- Titre original : An Unwilling Hero
- Réalisation : Clarence G. Badger
- Scénario : O. Henry, Arthur F. Statter
- Photographie : Marcel Le Picard
- Production : Samuel Goldwyn
- Société de production : Goldwyn Pictures Corporation
- Société de distribution : Goldwyn Distributing Company
- Pays de production :  États-Unis
- Langue originale : anglais
- Format : noir et blanc — 35 mm — 1,33:1 — Film muet
- Durée : 50 minutes - 5 bobines
- Dates de sortie : 
  - États-Unis : 8 mai 1921
  - France : 14 avril 1922

## Distribution
- Will Rogers : Dick
- Molly Malone : Nadine
- John Bowers : Hunter
- Darrell Foss : Richmond
- Jack Curtis : Boston Harry
- George Kunkel : un vagabond
- Richard Johnson : un vagabond
- Larry Fisher : un vagabond
- Leo Willis : un vagabond
- Nick Cogley : le serviteur
- Edward Kimball : Lovejoy